# Pim en Pom
Pim en Pom zijn twee poezen die in de jaren vijftig en zestig figureerden in verhaaltjes geschreven door Mies Bouhuys en getekend door Fiep Westendorp. Ze verschenen elke week op de kinderpagina van Het Parool. Vandaag de dag zijn de poezen vooral bekend van de televisie-animatieserie De avonturen van Pim & Pom, gebaseerd op de meer dan duizend tekeningen die Fiep Westendorp van hen maakte.

## Geschiedenis
Pim en Pom kregen van Westendorp een bijzonder uiterlijk: een grote ellipsvormige kop op een lange nek, een lijfje met korte pootjes en een korte staart. Ogen en de neus staan als drie cirkeltjes op één lijn en een bekje ontbreekt. De tekeningen waren bijna vergeten, tot ze bij het archiveren van Westendorps oeuvre werden gevonden in plastic zakken in een badkamerkastje. Na deze vondst werkten Fiep Westendorp en Mies Bouhuys nog met veel plezier aan de samenstelling van het boekje Pim & Pom blijven vriendjes, dat kort na het overlijden van Westendorp in 2004 verscheen.
Gioia Smid, conservator en beheerder van het oeuvre van Westendorp, bedacht en regisseerde de animatieserie De avonturen van Pim & Pom. De animatie werd verzorgd door Marieke van Middelkoop, samen met Mirjam Broekema en Hanneke van der Linden. Vanaf november 2008 zond Nickelodeon de 52 avonturen elk met een duur van vijf minuten uit. Ook buitenlandse omroepen kochten de serie aan. De doelgroep bestond uit peuters en kleuters. De serie werd bekroond met de Cinekid Kinderkast voor het beste tv-programma voor de jeugd in de categorie Fictie en sleepte een nominatie in de wacht voor het beste jeugdprogramma bij de Beeld en Geluid Award.
In april 2014 is een animatiefilm van 70 minuten van Pim en Pom uitgebracht.

## Luisterboeken
- Pim & Pom; voorgelezen door Mies Bouhuys Uitgeverij Rubinstein
- Pim & Pom Luistervriendjes; liedjes en praatjes gezongen en voorgelezen door Georgina Verbaan. Muziek: Joren van der Voort. Met tekstboek met illustraties van Fiep Westendorp. Uitgeverij Rubinstein. (2011)

## Dvd's
In 2009 en 2010 verschenen bij Just bridge 4 dvd's van de animatieserie De avonturen van Pim & Pom:
- Op avontuur in huis (duur: 50 minuten)
- Erop uit! (duur: 50 minuten)
- Dierenvriendjes (duur: 50 minuten)
- Samen spelen (duur: 50 minuten)

## Films
- Pim & Pom: Het Grote Avontuur (2014)